# Burgruine Neuhaus am Klausenbach

Die Burgruine über Neuhaus (2010)

Die Burgruine Neuhaus am Klausenbach ist die Ruine einer Höhenburg auf dem Burgberg in Neuhaus am Klausenbach im Burgenland in Österreich.
Die Burg wurde im 14. Jahrhundert errichtet und im Jahre 1467 zerstört, danach wiederhergestellt, und kam im Jahre 1607 in den Besitz der Familie Batthyány. Seit der Mitte des 17. Jahrhunderts verfällt die Burg.
Die Burgruine zeigt einen fünfeckigen Grundriss mit Mauerresten mit spitzbogigen Öffnungen. Im Burghof befindet sich eine circa 40 m tiefe mit Quadern ausgekleidete Zisterne. Im angrenzenden Wald sind weitere Reste einer Vorburg, eines Grabens und Befestigungen erkennbar.